# Liste des princesses de Conti
 (juin 2019).
Si vous disposez d'ouvrages ou d'articles de référence ou si vous connaissez des sites web de qualité traitant du thème abordé ici, merci de compléter l'article en donnant les références utiles à sa vérifiabilité et en les liant à la section « Notes et références ».
Les titres de prince et princesse de Conti sont portés par les branches cadettes de la maison française de Bourbon-Condé. Sous l'Ancien Régime, leurs titulaires étaient considérés comme princes et princesses du sang.

## Princesses de Conti (1581-1814)
| Portrait | Nom (dates)                                   | Époux                                                                               | Titres                                                                                                | Éléments biographiques | Armoiries |
| -------- | --------------------------------------------- | ----------------------------------------------------------------------------------- | --- | --- | --------- |
|          | Jeanne de Coesme (1560-1601)                  | - Louis de Montafié (mariage en 1574) - François de Bourbon-Conti (mariage en 1581) | - Comtesse de Montafié (1574-1577) - Princesse de Conti (1581-1601)                                   | - Princesse de la Famille d'Eschelles. Fille de Louis de Coesme et d'Anne de Pisseleu. - Mère d'Anne de Montafié.                                                                                             |           |
|          | Louise-Marguerite de Lorraine (1588-1631)     | - François de Bourbon-Conti (mariage en 1605) - François de Bassompierre            | - Princesse de Conti (1605-1614)                                                                      | - Princesse de la Maison de Guise. Fille d'Henri Ier de Guise et de Catherine de Clèves. |           |
|          | Anne-Marie Martinozzi (1637-1672)             | - Armand de Bourbon-Conti (mariage en 1654)                                         | - Princesse de Conti (1654-1666) - Surintendante de la Maison de la Reine Anne d'Autriche (1657-1666) | - Princesse de la Famille Martinozzi. Fille de Girolamo Martinozzi et de Laura Margherita Mazzarini. - Mère de Louis-Armand de Bourbon-Conti et de François-Louis de Bourbon-Conti.                           |           |
|          | Marie-Anne de Bourbon (1666-1739)             | - Louis-Armand de Bourbon-Conti (mariage en 1680)                                   | - Duchesse de La Vallière et de Vaujours (de plein droit, 1675-1698) - Princesse de Conti (1680-1685) | - Princesse de la Maison de Bourbon. Fille légitimée de Louis XIV de France et de Louise de La Vallière. |           |
|          | Marie-Thérèse de Bourbon-Condé (1666-1732)    | - François-Louis de Bourbon-Conti (mariage en 1688)                                 | - Princesse de Conti (1688-1709)                                                                      | - Princesse de la Maison de Condé. Fille d'Henri-Jules de Bourbon-Condé et d'Anne de Bavière. - Mère de Marie-Anne de Bourbon-Conti, de Louis-Armand de Bourbon-Conti et de Louise-Adélaïde de Bourbon-Conti. |           |
|          | Louise-Élisabeth de Bourbon-Condé (1693-1775) | - Louis-Armand de Bourbon-Conti (mariage en 1713)                                   | - Princesse de Conti (1713-1727)                                                                      | - Princesse de la Maison de Condé. Fille de Louis III de Bourbon-Condé et de Louise-Françoise de Bourbon. - Mère de Louis-François de Bourbon-Conti et de Louise-Henriette de Bourbon-Conti.                  |           |
|          | Louise d'Orléans (1716-1736)                  | - Louis-François de Bourbon-Conti (mariage en 1732)                                 | - Princesse de Conti (1732-1736)                                                                      | - Princesse de la Maison d'Orléans. Fille de Philippe d'Orléans et de Françoise-Marie de Bourbon. - Mère de Louis-François-Joseph de Bourbon-Conti.                                                           |           |
|          | Marie-Fortunée d'Este (1731-1803)             | - Louis-François-Joseph de Bourbon-Conti (mariage en 1759)                          | - Comtesse de la Marche (1759-1776) - Princesse de Conti (1776-1792)                                  | - Princesse de la Maison d'Este. Fille de François III de Modène et de Charlotte-Aglaé d'Orléans. |           |